# 순천남초등학교 삼거분교
순천남초등학교 삼거분교는 대한민국 전라남도 순천시 삼거동 123에 있었던 공립 초등학교이다.

## 연혁
- 1964년 3월 1일 순천서국민학교 삼송분교장 개교(설립인가 1월 17일)
- 1967년 4월 13일 순천삼송국민학교 승격(설립인가 3월 1일)
- 1968년 3월 1일 순천서국민학교 삼거분교장
- 1996년 3월 1일 순천남초등학교 삼거분교장
- 1999년 9월 1일 폐교